# Итонага, Павел Синъити
Павел Синъити Итонага (23 июля 1928, Япония — 10 декабря 2016) — японский католический прелат, епископ Кагосимы (1969—2005).

## Биография
14 сентября 1952 года был рукоположён в священника.
15 ноября 1969 года Римский папа Павел VI назначил Павла Синъити Итонагу епископом Кагосимы. 18 января 1970 года состоялось рукоположение Пала Синти Итонаги в епископа, которое совершил апостольский пронунций в Японии архиепископ Бруно Вюстенберг в сослужении с архиепископом Нагасаки Иосифом Асадзиро Сатоваки и епископом Фукуоки Петром Сабуро Хиратой.
3 декабря 2005 года он вышел в отставку.